# W. Ernest Freud
W. Ernest Freud (ursprünglich Ernst Wolfgang Halberstadt, * 11. März 1914 in Altona/Elbe; † 30. September 2008 in Heidelberg) war ein deutscher Psychoanalytiker und Säuglingsforscher.

## Leben
Er war der Sohn des Porträtfotografen Max Halberstadt und von Sophie Freud, der zweiten Tochter Sigmund Freuds, mithin der älteste Enkel Freuds. Als er fünf Jahre alt war, starb seine Mutter an der spanischen Grippe und mit ihr das ungeborene Kind. Er blieb beim Vater, während sein jüngerer Bruder Heinz, genannt Heinerle, zu seiner Tante Mathilde nach Wien kam, dort starb er drei Jahre später an Tuberkulose. 1921 wurde Ernst der erste Patient seiner Tante Anna Freud, die ihn fortan stark förderte. Sein Vater heiratete erneut, Ernst litt unter dem Regime seiner Stiefmutter. 1928 bis 1931 lebte er in Wien bei Eva Rosenfeld. Anschließend besuchte er das reformpädagogische Jungeninternat Schulfarm Insel Scharfenberg in Berlin bis Frühjahr 1933, auf die er nach den in Wien verbrachten Osterferien 1933 nicht zurückkehrte. Im Jahr 1935 schloss er die Schule in Wien ab.
1938 erfolgte die Emigration nach Großbritannien: Er gelangte über Paris nach London, wo er 1940 als Feindlicher Ausländer auf der Isle of Man interniert wurde. Nach dem Tod des Vaters nahm er 1951 den Nachnamen der Mutter an. 1945 heiratete er Irene Chambers, mit der er einen gemeinsamen Sohn, Colin Peter Freud (1956–1987) hatte und von der er 1983 geschieden wurde.
Nach dem Krieg studierte er bis 1949 Psychologie und absolvierte eine psychoanalytische Ausbildung für Erwachsene und anschließend für Kinder. Er wurde von Anna Freud, Melanie Klein, Donald Winnicott und Wilhelm Hoffer geprägt. Er war der einzige Enkel Freuds, der sich der Psychoanalyse zuwandte. Freud spezialisierte sich auf die Kinderanalyse und forschte vor allem über Säuglinge. Er arbeitete wie seine Tante Anna Freud an der Hampstaed-Clinic. Hier entwickelte er das „Baby Profile“, ein Beobachtungskonzept für Säuglinge, das als Grundlage für detaillierte Mutter-Kind-Beobachtungen in der „Well-Baby-Clinic“, einer Vorsorgeeinrichtung innerhalb der Hampstaed-Clinic, diente. Sein Schwerpunkt lag dabei auf der Eltern-Kind-Beziehung in den frühesten Entwicklungsabschnitten bis in die vorgeburtliche Phase. Nach einer Gastprofessur in den USA im Jahre 1977 begann W. Ernest Freud sich mit psychologischen Aspekten bei Kindern in Neugeborenen-Intensiv-Stationen zu beschäftigen. Er forderte im Zuge seiner Erfahrungen den direkten Hautkontakt zwischen Mutter und Kind, besonders für frühgeborene Kinder. Auch beschrieb er das sog. „Whose Baby Syndrom“ (WBS), in dessen Rahmen die Interaktionen zwischen einem Klinikteam und den Eltern Früh- und Risikogeborener auf der Neugeborenenstation kritisch diskutiert werden. W. Ernest Freud galt als einer der führenden Psychoanalytiker auf dem Gebiet der Pränatalpsychologie.
Anfang bis Mitte der Achtzigerjahre entwickelte er mit Wilhelm Salber und anderen Psychologen der Universität zu Köln die „analytische Intensivbehandlung“. Nachdem sein Sohn tödlich verunglückt war, kehrte Ernest Freud 1987 nach Deutschland zurück und praktizierte als Psychoanalytiker in Bergisch Gladbach. Auf Initiative von Wilhelm Salber verlieh ihm die Universität zu Köln 1992 die Ehrendoktorwürde. Er starb 2008 im Alter von 94 Jahren in Heidelberg.

## Schriften (Auswahl)
- Die Bedeutung der frühkindlichen Entwicklung im Rahmen der psychoanalytischen Ausbildung. In: Psyche. 30, 1976, S. 723–743.
- Notes on some psychological aspects of neonatal intensive care. In: J. S. Greenspan, G. H. Pollock (Hrsg.): The course of life. Vol I, NIMH Adelphi, Maryland 1980.
- Verkürzende und intensivierende Faktoren in der Analyse aus klinischer und psychoanalytischer Sicht. In: Y. Ahren, W. Wagner (Hrsg.): Analytische Intensivberatung. Arbeitskreis Morphologische Psychologie e. V., Köln 1984.
- Pränatale Beziehung und Bindung. In: Kind und Umwelt. 56, 1987, S. 1–18.
- Auf der Suche nach einem besseren Verständnis von vorzeitigen Wehenbestrebungen. In: International Journal of Prenatal and Perinatal Psychology and Medicine. 4, 1992, S. 255–262.
- Prenatal attachment, the perinatal continuum and the psychological side of neonatal intensive care. In: P. Fedor-Freybergh, V. Vogel (Hrsg.): Prenatal and Perinatal Psychology and Medicine. Parthenon, Carnforth, Lancaster 1988.
- Whose Baby? A contribution to the psychodynamic of perinatal care. In: J. S. Greenspan, G. H. Pollock (Hrsg.): The course of life. 2. Auflage. International University Press, Madeson 1988.
- Remaining in Touch – Zur Bedeutung der Kontinuität früher Beziehungserfahrungen. Konsequenzen aus der psychoanalytischen Entwicklungspsychologie für die Prophylaxe früher Schädigungen. Gesammelte Schriften 1965–2000. Edition Déjà-vu, Frankfurt am Main 2003, ISBN 3-9805317-4-0. (Informationen zum Buch)